# Tukotuko eremicki
Tukotuko eremicki (Ctenomys johannis) – gatunek gryzonia z rodziny tukotukowatych (Ctenomyidae). Występuje w Ameryce Południowej, gdzie odgrywa ważną rolę ekologiczną. Siedliska tukotuko eremickiego położone są na terenach argentyńskiej prowincji San Juan na wysokości 600 m n.p.m.